# Célula matadora ativada por linfocina
A célula matadora ativada por linfocina (do inglês lymphokine-activated killer cell ou LAK) é um tipo celular que sofreu estímulo para atividade de destruição de células tumorais.
Se linfócitos são cultivados na presença de interleucina-2 (IL-2) ocorre o desenvolvimento de células efetoras que são citotóxicas para as células tumorais.